# Хитцфельд, Оттмар
О́ттмар Хи́тцфельд  (нем. Ottmar Hitzfeld; род. 12 января 1949, Лёррах) — немецкий футболист и тренер.

## Карьера игрока
Оттмар Хитцфельд родился в немецком городе Лёррах, расположенном близ швейцарской границы. Свою футбольную карьеру немец начал в местных клубах «Лёррах» и «Штеттен». Затем Хитцфельд привлёк внимание команды чемпионата Швейцарии — «Базеля», с которым в 1971 году подписал профессиональный контракт. Уже год спустя в составе «Базеля» он стал чемпионом Швейцарии и повторил этот успех в 1973 году, став также лучшим бомбардиром страны. В 1975 году «Базель» завоевал Кубок Швейцарии.
После удачного выступления на олимпийском турнире в Мюнхене в 1972 году в составе сборной ФРГ Оттмар Хитцфельд обратил на себя внимание ведущих немецких клубов. В 1975 году 26-летний футболист подписал контракт со «Штутгартом», выступавшим на тот момент во Второй Бундеслиге. Через три года Оттмар Хитцфельд вернулся в Швейцарию, где с 1978 по 1980 год играл за «Лугано», а затем до 1983 года — за «Люцерн». В возрасте 34 лет Хитцфельд завершил карьеру футболиста и посвятил себя тренерской работе.

## Карьера тренера
Свою тренерскую карьеру Хитцфельд начал в швейцарском клубе «Цуг 94». Спустя год, в 1984-м, он на 4 года возглавил швейцарский «Арау». Ровно через пять лет после начала тренерской деятельности Оттмар Хитцфельд был приглашён в один из сильнейших швейцарских клубов — «Грассхоппер». С этой командой он дважды был обладателем Кубка страны и два раза становился чемпионом Швейцарии.

### «Боруссия Дортмунд»
В 1991 году Оттмар возвращается в Германию и принимает предложение «Боруссии» из Дортмунда, которая со времени основания Бундеслиги сменила 23 наставников команды, однако ни разу не смогла стать чемпионом за этот период.
При Хитцфельде состав «Боруссии» пополнили такие футболисты, как Маттиас Заммер, Андреас Мёллер, Штефан Ройтер, Карл-Хайнц Ридле. В скором времени новичкам удалось сплотиться в единую команду с такими ветеранами команды, как голкипер Штефан Клос, опорником Штеффеном Фройндом, Михаэлем Цорком и нападающим Стефаном Шапюиза.
Благодаря усиленной работе и профессионализму нового тренера «Боруссии» удалось создать ансамбль высококлассных футболистов, которые уже в 1992 году принесли этому клубу звание вице-чемпиона Германии, уступив ставшему чемпионом «Штутгарту» лишь по разнице забитых и пропущенных мячей. Ещё спустя год «Боруссия» во главе с Хитцфельдом дошла до финала Кубка УЕФА, в котором, правда, дважды проиграла итальянской команде «Ювентус» с общим счётом 1:6. Это был второй в истории клуба выход в финал еврокубка.
Наконец, в 1995 году «Боруссия» впервые за 32 года стала чемпионом Германии. Весь сезон борьбу за титул дортмундцы вели с бременским «Вердером». Перед последним туром чемпионата подопечные Хитцфельда отставали от «Вердера» на одно очко, а потому для завоевания титула им нужно было обыгрывать «Гамбург» и надеяться на то, что бременцы потеряют очки на выезде против «Баварии». В результате именно так и сложилось: «Боруссия» выиграла свой матч со счётом 2:0, а мюнхенцы переиграли «Вердер». В Кубке УЕФА «шмели» на этот раз дошли до полуфинала, но вновь были остановлены «Ювентусом».
В следующем сезоне «Боруссия» сумела уверенно отстоять чемпионский титул, опередив ставшую второй «Баварию» на шесть очков. Однако в Лиге чемпионов подопечные Хитцфельда уже на стадии четвертьфинала уступили действующему обладателю трофея «Аяксу» (0:2 и 0:1), а поэтому в следующем сезоне все силы брошены на завоевание почётного трофея.
В Лиге чемпионов 1996/97 «Боруссия» уверенно преодолела групповой этап, после чего без особых проблем переиграла в четвертьфинале французский «Осер». В полуфинале «шмели» с одинаковым счётом 1:0 в обоих матчах переиграли «Манчестер Юнайтед» и впервые в своей истории вышли в финал главного клубного европейского турнира. В решающем матче их соперником вновь стал «Ювентус», который был действующем обладателем кубка. В середине первого тайма нападающий Карл-Хайнц Ридле сделал «дубль», а на 71-й минуте Ларс Риккен установил окончательный счёт матча — 3:1. Таким образом, «Боруссия» достигла главного успеха в своей истории, взяв реванш у «старой синьоры», несмотря на то, что в чемпионате Германии в этот раз стала лишь третьей.
Невзирая на этот успех, между Хитцфельдом, игроками и руководством клуба нарастало напряжение. Хитцфельд, который к этому времени находился на посту тренера дольше всех своих предшественников, требовал заменить некоторых игроков на новых талантливых футболистов. Однако звёздам удалось склонить президента «Боруссии» Герда Нибаума на свою сторону. И хотя до крупного скандала дело не дошло, тренеру в конце концов пришлось уступить и уйти со своего поста. Ему было предложено место спортивного директора, однако Оттмар отказался, предпочитая продолжить тренерскую карьеру. Как тренер вспоминал позднее, эта деятельность напоминала скорее оплаченный отпуск, нежели работу.

### «Бавария»
В апреле 1998 года Хитцфельд подписал контракт с «Баварией», который должен был вступить в силу лишь летом, то есть с нового сезона. Но, узнав об этих планах, «Боруссия» разорвала соглашение с Хитцфельдом.
Уже в 1999 году «Бавария» стала чемпионом страны, опередив к концу сезона своего ближайшего соперника на 15 очков. В 2000 и 2001 годах мюнхенские футболисты сумели повторить этот успех. Дважды, в 1999 и 2000 годах, «Бавария» под руководством Оттмара Хитцфельда участвовала в финалах Кубка Германии. В обоих матчах её соперником был «Вердер». Первый поединок закончился победой бременцев, а во втором баварцы сумели взять реванш и завоевать этот почётный трофей. Что касается выступления «Баварии» в Лиге чемпионов, то здесь борьба была полна драматизма. В финале 1999 года «Бавария» буквально на последних секундах матча уступила «Манчестер Юнайтед». Год спустя мюнхенские футболисты выбыли из борьбы уже в полуфинале, проиграв мадридскому «Реалу». И, наконец, в 2001 году «Бавария» добилась своей цели — в финале Лиги чемпионов подопечные Оттмара Хитцфельда одолели испанский клуб «Валенсия».
Сезон 2002 года оказался для «Баварии» не очень удачным — команда Хитцфельда заняла в чемпионате страны лишь третье место, однако благодаря победе в квалификационном матче и в новом сезоне получила право бороться за кубок Лиги чемпионов.
18 мая 2004 года стало известно, что «Бавария» досрочно разрывает с Хитцфельдом контракт, срок которого истекал в 2005 году. Члены команды связывали разрыв контракта с неудачным выступлением «Баварии» в чемпионате страны.
После поражения немецкой сборной в матче с Чехией на чемпионате Европы в 2004 Хитцфельду предложили сменить на посту тренера национальной сборной Руди Фёллера. Но это предложение Хитцфельд отклонил, что вызвало всплеск недовольства и непонимания в немецких СМИ — перед чемпионатом страны Хитцфельд сам предлагал свою кандидатуру на эту должность.
Интерес к Оттмару Хитцфельду в 2006 году проявляли киевское «Динамо», московский «Локомотив» и дортмундская «Боруссия». От предложений всех трёх клубов немецкий тренер отказался.
31 января 2007 года руководство «Баварии» шокировало футбольный мир. В отставку был отправлен прежний главный тренер Феликс Магат, а ему на смену неожиданно пришёл Оттмар Хитцфельд.

### Сборная Швейцарии
По окончании чемпионата Европы 2008 Хитцфельд принял под своё руководство сборную Швейцарии. Начало было неудачным — ничья в Израиле (2:2) и сенсационное поражение дома от Люксембурга (1:2), однако позже Хитцфельд смог наладить игру сборной и вывел команду на Чемпионат мира 2010 года с первого места в группе, опередив команду Греции на одно очко. А в первом же матче чемпионата со счётом 1:0 был повержен один из главных фаворитов — сборная Испании.
В отборочном турнире к чемпионату миру 2014 в матче Швейцарии против Норвегии Хитцфельд оскорбил судью, показав ему неприличный жест. За это тренер был дисквалифицирован на два отборочных матча и оштрафован на сумму в 8 тысяч швейцарских франков. Сам Оттмар ранее сказал по поводу своего поведения: «Мне жаль, что я позволил себе этот неприличный жест. Я был крайне разочарован, что мы не смогли взять три очка. Всегда очень трудно играть, когда в команде соперника 12 человек».
1 июля 2014 года после матча сборной Швейцарии против Аргентины, в котором подопечные Хитцфельда потерпели поражение, Оттмар заявил о завершении тренерской карьеры.

## Достижения
В качестве игрока
«Базель»
- Чемпион Швейцарии (2): 1971/72, 1972/73
- Обладатель Кубка Швейцарии: 1974/75

В качестве тренера
«Арау»
- Обладатель Кубка Швейцарии: 1984/85

«Грассхоппер»
- Чемпион Швейцарии (2): 1989/90, 1990/91
- Обладатель Кубка Швейцарии (2): 1988/89, 1989/90
- Обладатель Суперкубка Швейцарии: 1989

«Боруссия» Дортмунд
- Чемпион Германии (2): 1994/95, 1995/96
- Обладатель Суперкубка Германии (2): 1995, 1996
- Победитель Лиги чемпионов УЕФА: 1996/97

«Бавария»
- Чемпион Германии (5): 1998/99, 1999/00, 2000/01, 2002/03, 2007/08
- Обладатель Кубка Германии (3): 1999/00, 2002/03, 2007/08
- Победитель Лиги чемпионов УЕФА: 2000/01
- Обладатель Межконтинентального кубка: 2001

### Личные
- Лучший бомбардир чемпионата Швейцарии: 1972/73 (18 голов)
- Тренер года в Швейцарии: 1985
- Клубный тренер года в мире по версии IFFHS (2): 1997, 2001
- Клубный тренер года по версии УЕФА: 2001
- Футбольный тренер года в Германии: 2008
- Лучший тренер в истории футбола:
  - 13 место (по версии ESPN): 2013[6]
  - 17 место (по версии World Soccer): 2013[7][8],
  - 19 место (по версии France Football): 2019[9]

## Тренерская статистика
| Команда             | Страна    | Начало работы  | Окончание работы | Результаты | Результаты | Результаты | Результаты | Результаты |
| Команда             | Страна    | Начало работы  | Окончание работы | И          | В          | Н          | П          | В %        |
| ------------------- | --------- | -------------- | ---------------- | ---------- | ---------- | ---------- | ---------- | ---------- |
| Арау                | Швейцария | 1 июля 1984    | 30 июня 1988     | 135        | 56         | 39         | 40         | 041,48     |
| Грассхоппер         | Швейцария | 1 июля 1988    | 30 июня 1991     | 142        | 66         | 37         | 39         | 046,48     |
| Боруссия (Дортмунд) | Германия  | 1 июля 1991    | 30 июня 1997     | 273        | 149        | 60         | 64         | 054,58     |
| Бавария             | Германия  | 1 июля 1998    | 30 июня 2004     | 319        | 198        | 64         | 57         | 062,07     |
| Бавария             | Германия  | 31 января 2007 | 30 июня 2008     | 76         | 46         | 19         | 11         | 060,53     |
| Сборная Швейцарии   | Швейцария | 1 июля 2008    | 1 июля 2014      | 61         | 30         | 18         | 13         | 049,18     |
| Всего               | Всего     | Всего          | Всего            | 1006       | 545        | 237        | 224        | 054,17     |

## Семья
Оттмар — младший в семье из пяти детей. Приходится племянником немецкому генералу времён Второй мировой войны Отто Хитцфельду. Женат, есть сын. У Оттмара был брат Винфрид, занимавшийся юриспруденцией, который скончался 30 июня 2014.